# Чукікамата

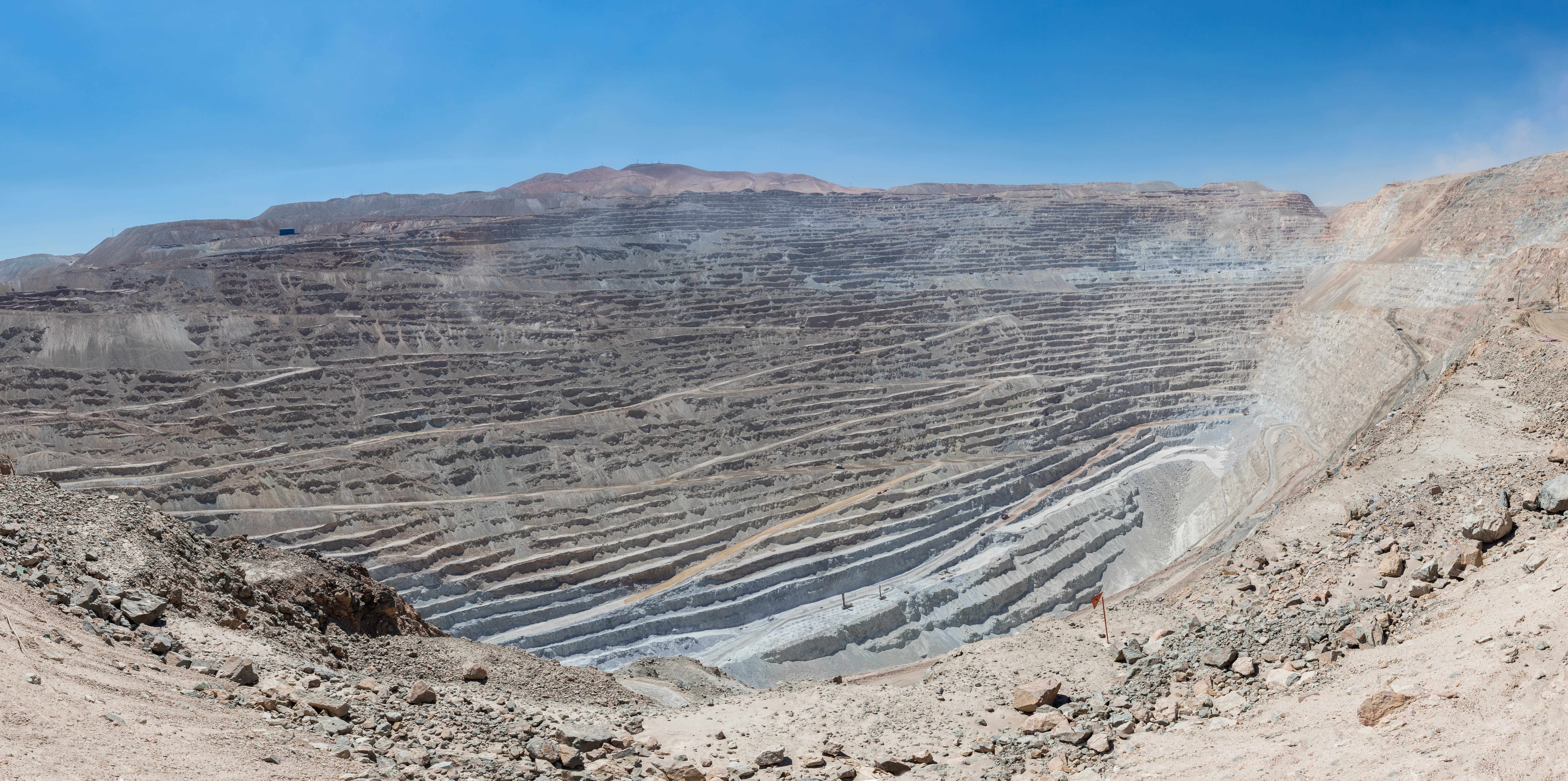
Панорама кар'єра

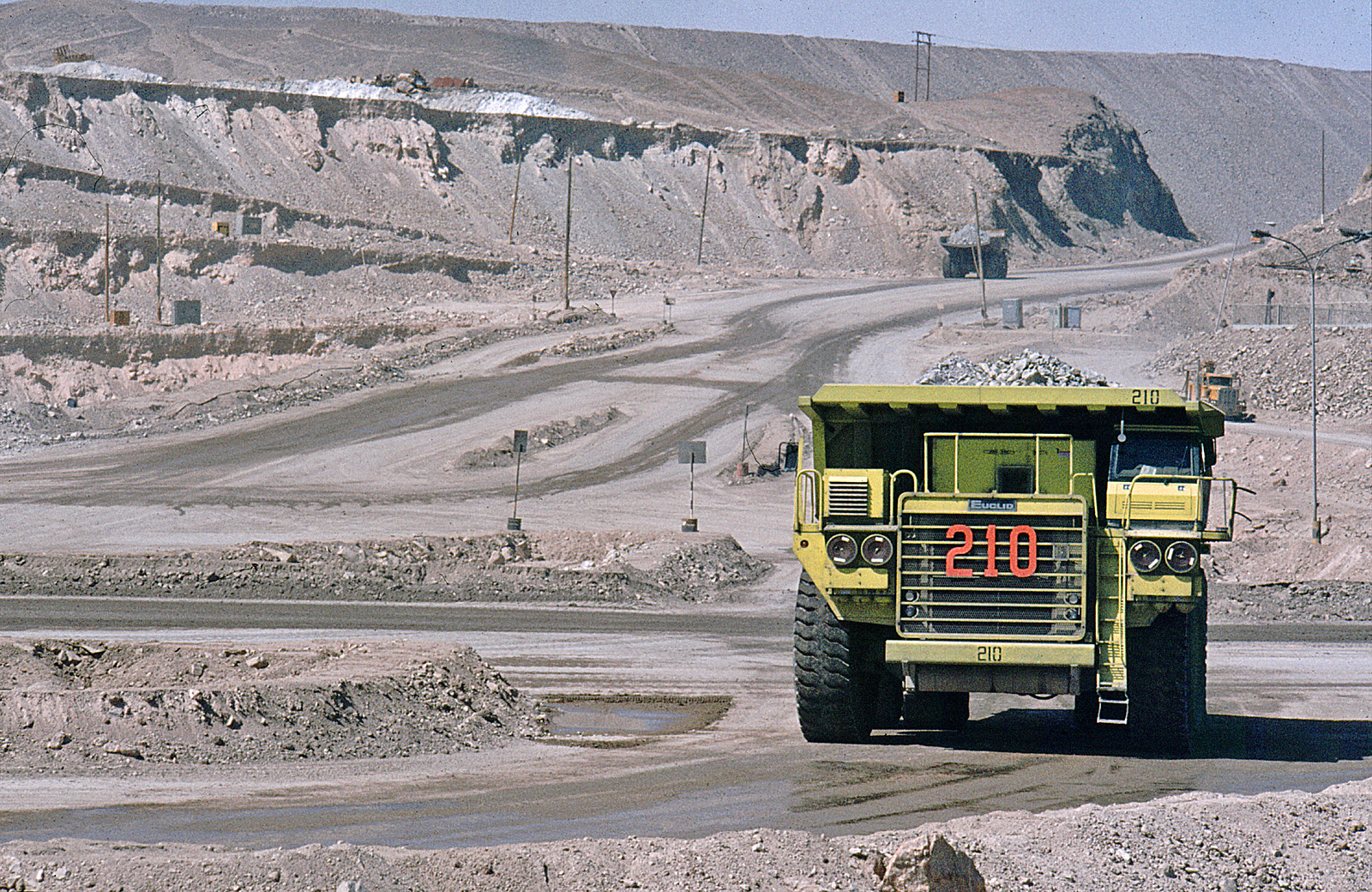
В кар'єрі

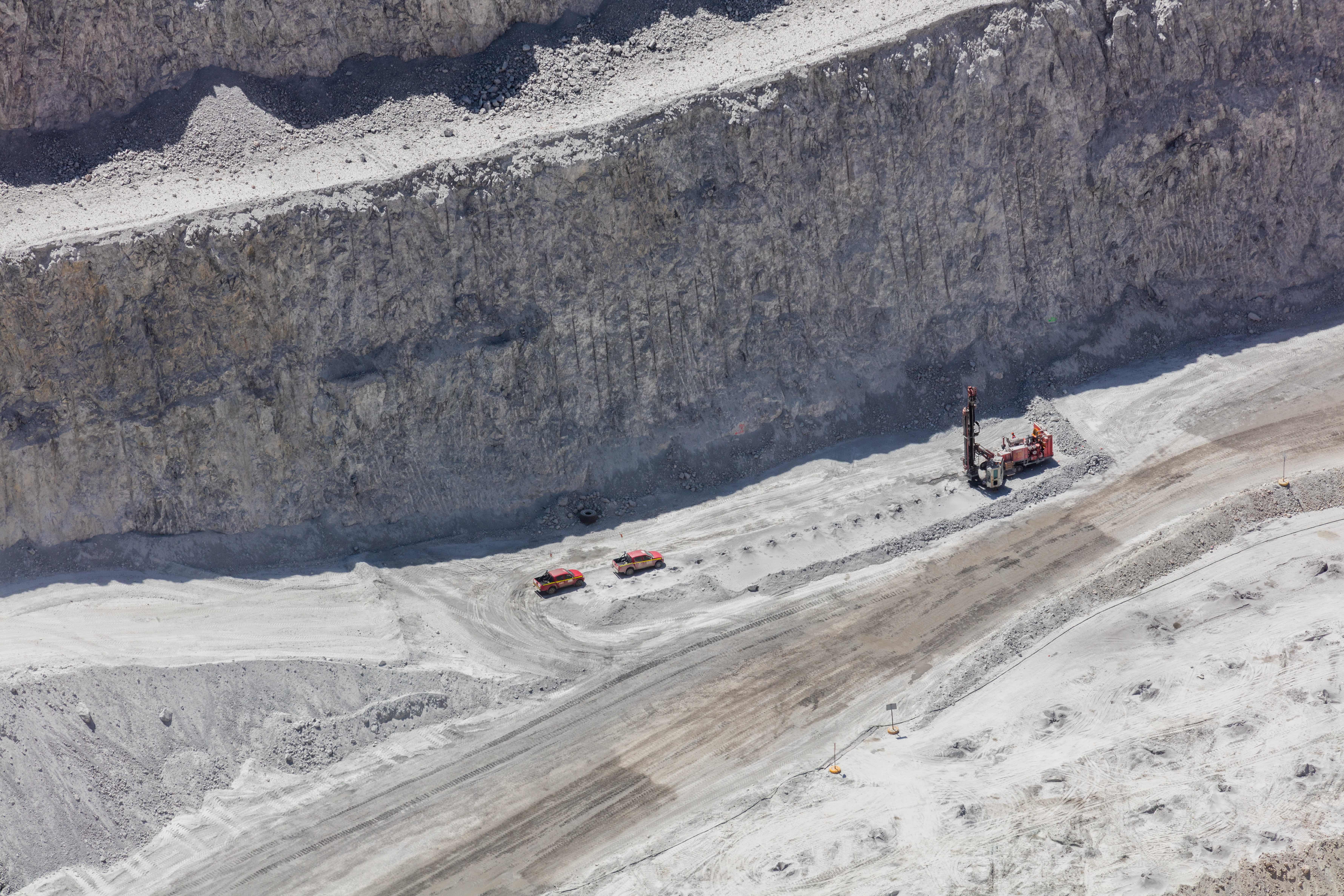

«Чукікамата» (ісп. Chuquicamata) — найбільший у світі відкритий рудник (кар'єр), у якому видобувають мідну руду на однойменному родовищі. Розташований у центральних Андах на висоті 2840 м на півночі Чилі за 240 км на північний схід від міста Антофагаста. Входить у структуру Чилійської національної мідної корпорації — найбільшого виробника міді у світі.
Протягом багатьох років Чукікамата був відомий як найбільший у світі кар'єр з найбільшим добовим обсягом видобування і переміщення гірничої маси: руди і розкриву. Однак нещодавно він поступився першістю кар'єру «Ескондіда» (компанія «Minera Escondida»). Тим не менш він залишається найбільшим кар'єром у світі за розмірами, які становлять: 4,3 км в довжину; 3 км в ширину і 850 м в глибину.